# Euschistospiza
Az Euschistospiza a madarak osztályának verébalakúak (Passeriformes) rendjébe és a díszpintyfélék (Estrildidae) családjába tartozó nem.

## Rendszerezés
A nembe az alábbi 2 faj tartozik
- Dybowski pettyesasztrildja (Euschistospiza dybowskii)
- palaszürke asztrild (Euschistospiza cinereovinacea)